# Райка-свистунка
Райка-свистунка (Pseudacris crucifer) — вид земноводних з роду Болотна райка родини Райкові.

## Опис
Загальна довжина досягає 1,9—3,7 см. Спостерігається статевий диморфізм: самиці більші за самців. Голова середнього розміру, морда тупа. Очі великі з округлою зіницею. Тулуб стрункий. Спину забарвлено у світло-коричневий колір, черево — від оливкового до зеленувато-сірого, лапи у цієї райки темно—смугасті. Між очима й носом збираються темні смуги, що утворюють трикутник. На спині пляма утворює майже Х-подібний хрест. Райдужина золотаво-коричнева.

## Спосіб життя
Полюбляє болотяні угіддя. Веде переважно прихований спосіб життя. Активна вдень. Живиться різними безхребетними.
Голос високий, нагадує свист. Звідси походить назва цієї райки. Самиця відкладає яйця у воду, прикріплюючи їх до водяних рослин, пуголовки розвиваються у водоймах.

## Розповсюдження
Мешкає від Гудзонової затоки до Манітоби й Нової Шотландії у Канаді та від Міннесоти до Техасу у США.